# Phrealcia eximiella
Phrealcia eximiella is een vlinder uit de familie spitskopmotten (Ypsolophidae). De wetenschappelijke naam is voor het eerst geldig gepubliceerd in 1899 door Rebel.
De soort komt voor in Europa.